# 해양 미생물

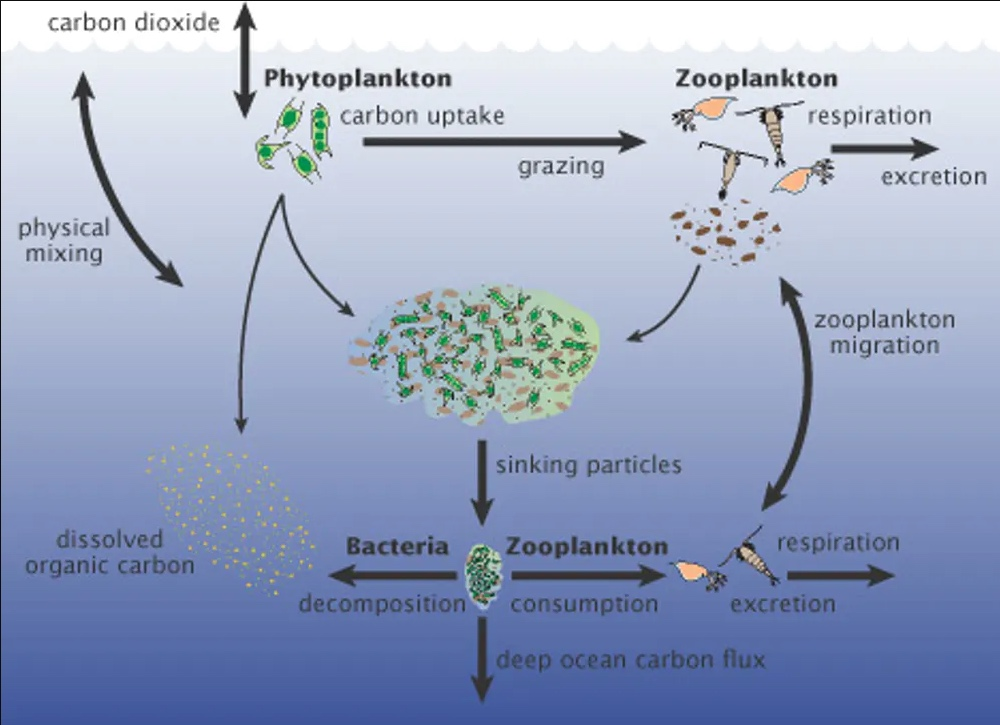
해양 탄소 순환에서 미생물 군집의 역할

해양 미생물(marine microorganisms)은 해양환경에 의해서, 즉 바다의 짠물이나 해안 하구의 염분이 섞인 바다의 미생물로 정의된다. 미생물은 배율없이 육안으로 보기에는 너무 작은 미세한 살아있는 유기체 또는 바이러스이다. 미생물은 매우 다양하다. 미생물은 단세포이거나 다세포일 수 있으며 박테리아, 고세균, 바이러스 및 대부분의 원생생물뿐만 아니라 일부 진균류, 조류 및 회전체 및 코페포드와 같은 동물을 포함한다. 
많은 거식적 동물과 식물은 어린 시절의 미세한 단계를 갖고 있다. 몇몇 미생물학자들은 바이러스와 바이로이드와 같은 생물학적 활성 개체를 미생물로 분류하지만, 다른 이들은 그것들이 살아있지 않다고 여긴다. 해양 미생물은 바다에서 약 70% 또는 약 90%의 바이오매스(생물량)을 이루는 것으로 다양하게 추정되었다. 함께 취합하면 해양 미생물이 형성된다. 
수십억 년에 걸쳐서 이 미생물은 많은 생활 양식과 적응을 진화시켜왔으며 거의 모든 화학원소들의 세계주기에 참여하게 되었다. 미생물은 그들이 분해제로써 활동하기 때문에 생태계에서 영양 재활용에 중요하다. 그들이 또한 거의 바다에서 일어나는 모든 광합성뿐만 아니라 탄소, 질소, 인과 기타 영양소와 미량 원소의 주기를 담당한다. 
해양 미생물은 많은 양의 탄소를 격리하고 세계의 산소의 대부분을 생산한다. 해양 미생물의 작은 부분은 질병과 심지어 해양 식물과 동물의 죽음을 야기시키는 병원성이지만, 해양 미생물은 매년 식물에 사용되는 모든 유기물의 절반을 생성하고 소비하면서 주요 화학원소를 재활용한다. 지구의 가장 큰 환경의 거주자로서, 해양의 미생물 시스템은 모든 세계적 시스템에서 변화를 주도한다. 
2016년 7월, 과학자들은 지구에서 해양 미생물을 포함한 모든 생명체의 마지막 보편적 공통 조상으로부터 355개의 유전자 세트를 확인했다고 보고했다. 그럼에도 불구하고, 바다의 미생물은 알려지지 않은 것이 많다. 예를 들어, 해양 생태계에서의 바이러스의 역할은 21세기 초에도 거의 밝혀지지 않았다.

## 해양 미생물
일본 온천수에서 발견된 신종 거대 DNA 바이러스 메두사바이러스https://journals.asm.org/doi/10.1128/JVI.02130-18
참조: 해저 § 퇴적물, 생물교란 및 생물 관개

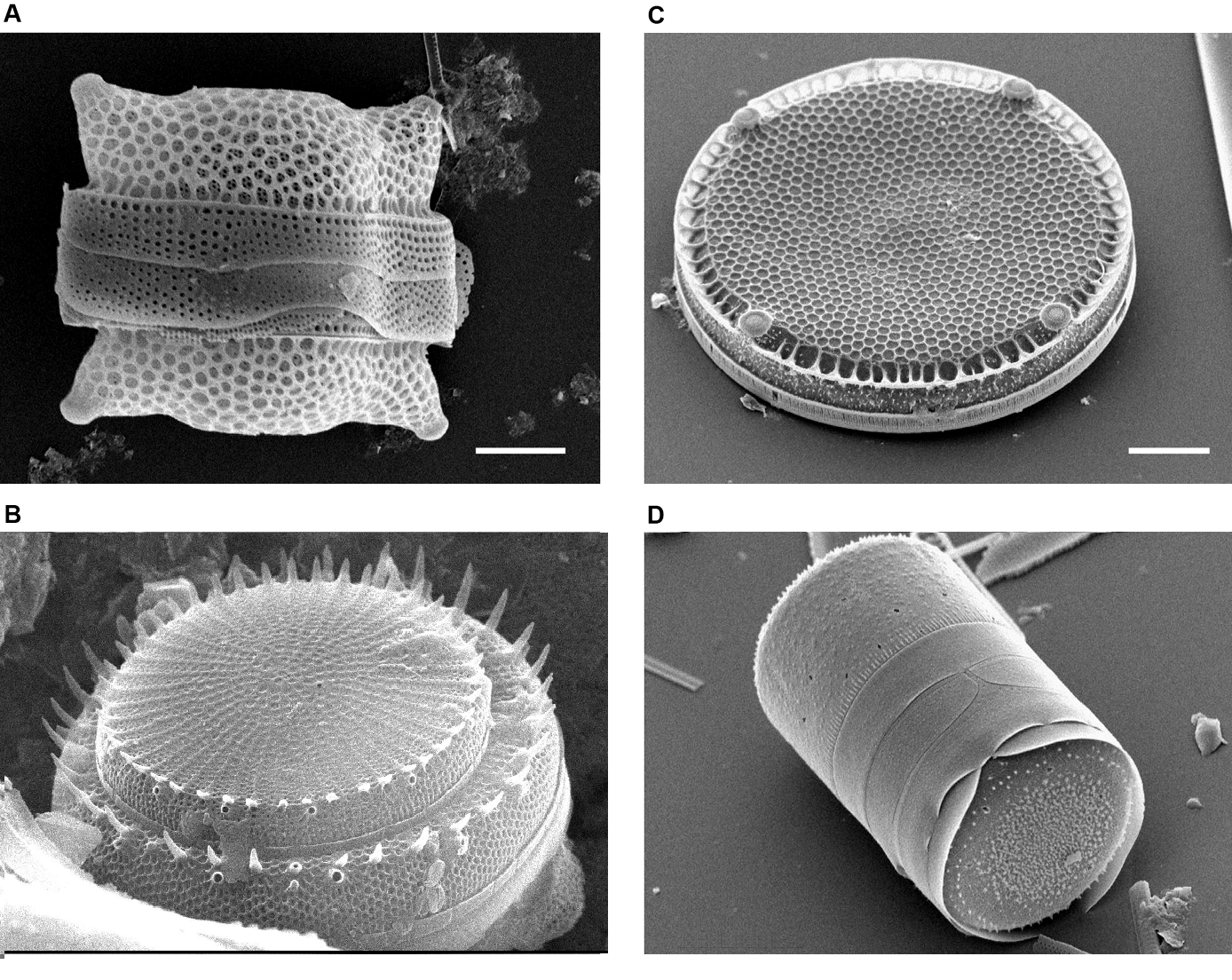
규조류

해양 미생물은 바다의  저서구역에 서식하는 미생물로, 해저 근처 또는 해저 표면, 해저 퇴적물 내부 또는 표면에 서식한다. 저서 (benthos)라는 단어는 "바다의 깊이"를 의미하는 그리스어에서 유래했다. 해양미생물은 대륙붕의 해저 또는 그 주변의 모든 곳에서 발견되며, 해저 퇴적물 내부 혹은 외부의 더 큰 다양성을 가진 더 깊은 물 속에서도 발견된다. 얕은 물에서는 특히 해초, 산호초 및 다시마 숲이 풍부한 서식지를 제공한다. 유광층에서는 저서 돌말류가 광합성 유기체로 활발히 활동한다. 조간대에서의 조석의 변화는 해양미생물이 생존 가능한 환경이 생성될 수 있는 기회를 강력하게 제한한다.

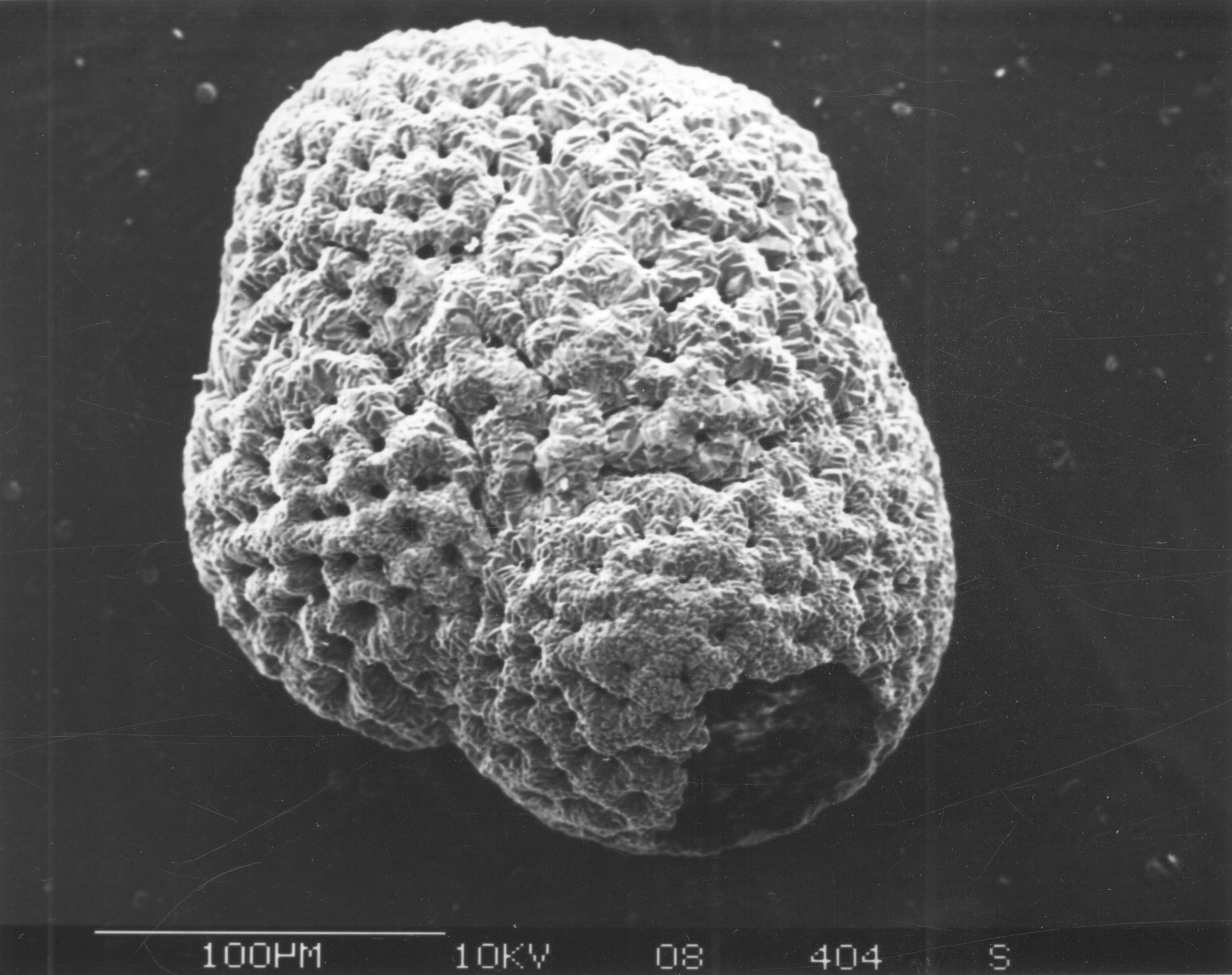
유공충

유공충과 규조류는 모두 플랑크톤과 저서성의 형태를 가지고 있어 수주(the water column)에서 표류하거나 해저의 퇴적물 위에서 살 수 있다. 어느 쪽이든, 그들의 껍데기는 죽은 후에 해저에 도착한다. 이 껍데기는 기후변화의 기록물로 널리 사용된다. 껍데기의 화학적 조성은 껍데기가 형성될 당시 바다의 화학적 조성의 결과이다. 더 가벼운 동위원소는 더 따뜻한 물에서 더 쉽게 증발하고 더 무거운 동위원소는 껍질에 남아있기 때문에 과거의 수온을 안정한 산소 동위 원소의 비율에서 추론할 수 있다. 유공충과 규조류는 따뜻한 물에서 더 많이 존재하는 경향이 있기 때문에 유공충과 규조류가 존재하는 비율을 통해 과거 기후에 대한 정보를 추론할 수 있다.
6600만 년 전 공룡을 멸종시킨 갑작스러운 멸종 사건은 다른 모든 동식물 종의 4분의 3을 멸종시켰지만 그 여파로 심해 저서생물은 번성했다. 2020년에 연구자들은 수천 개의 저서성 저서 생물 표본의 화학적 조성을 조사했고, 그 발견을 통해 지구 역사상 사장 상세한 기후 기록을 구축했다고 보고되었다.
일부 내석(endoliths)은 수명이 매우 길다. 2013년에 연구자들은 10,000년의 세대 시간을 가졌고 아마 수백만 년 전에 생성된 것으로 추정되는 해저에 있는 내석의 증거를 보고했다. 이 내석은 천천히 물질대사를 하고 있고 휴면상태에 있지 않다. 시베리아에서 발견된 방선균의 일부는 50만년 된 것으로 추정된다.

## 해양 미생물군집

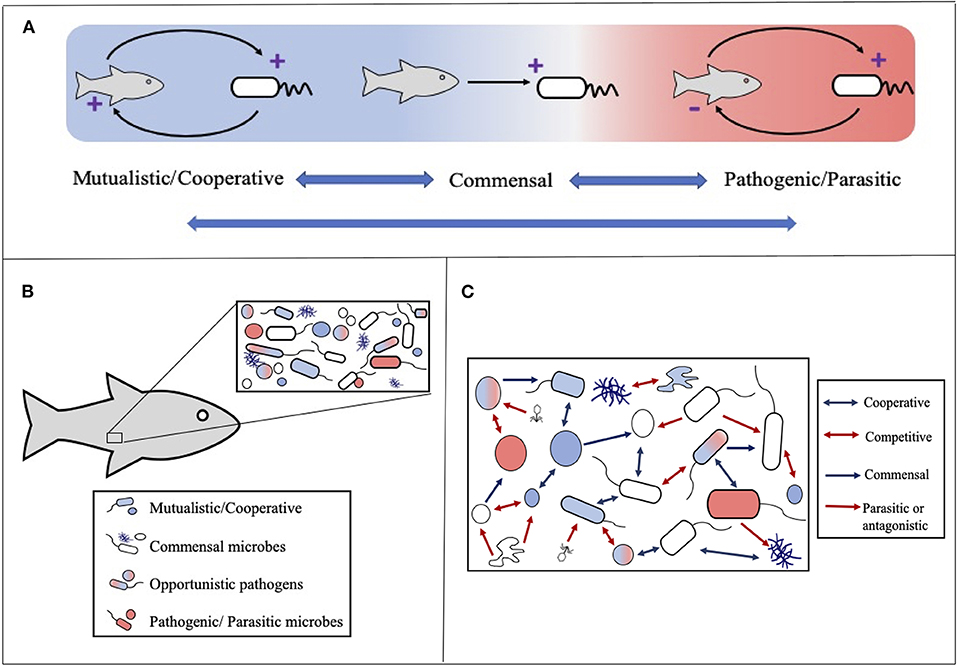
(A) 미생물 상호작용은 한 명 이상의 파트너에게 상호 유익한 것부터 해로운 것까지 다양하다. 파란색 양방향 화살표는 종종 환경 조건의 영향을 받는 분류 간에 관계가 이동할 수 있음을 강조한다. (B) 숙주-미생물 공생은 숙주가 다양하고 종종 다른 공생 관계에 참여하는 미생물 군집의 맥락 내에서 고려되어야 한다. (C) 미생물 군집은 협력(예: 합성 또는 공동 대사)에서 경쟁에 이르는 다양한 미생물-미생물 공생의 영향을 받는다. 화살표는 일반적으로 한 구성원(단일 화살촉) 또는 둘 다(이중 화살촉)에 대한 유익한(파란색) 결과와 해로운(빨간색) 결과를 나타낸다. 숙주-미생물 공생과 마찬가지로 이러한 관계는 유동적이며 환경 조건의 영향을 받는 것으로 볼 수 있다.

### 공생과 홀로비온트
추가 정보: 해양 미생물 공생 및 홀로비온트(holobionts)
홀로비온트의 개념은 Lynn Margulis 박사가 1991년 저서 Symbiosis as the Source of Evolutionary Innovation에서 정의한 것으로, 숙주와 숙주의 주변에 사는 다양한 종들의 집합체를 의미한다. 이러한 종들은 각자 별개의 생태학적 단위(ecological unit)를 형성한다. 홀로비온트의 구성 요소는 개별 종 또는 바이온트(bionts)인 반면, 모든 바이온트의 결합 게놈은 홀로게놈(hologenome)이다.
이 개념은 숙주와 관련된 미생물 종에 초점을 맞추기 시작하며 기존의 정의에서 계속 발전해왔다. 따라서 홀로비온트는 숙주, 바이러스체, 미생물군집 및 기타 구성원을 포함하며, 이들 모두는 전체적인 기능에 어떤 방식으로든 기여한다. 홀로비온트는 일반적으로 진핵생물 숙주와 그 위나 내부에 서식하는 공생 바이러스(symbiotic viruses), 박테리아, 균류 등을 모두 포함한다.
그러나 홀로비온트를 단일 진화 단위로 볼 수 있는지에 대해서는 논란이 존재한다.
산호초를 만드는 산호는 산호 자체(Anthozoa 클래스 내의 진핵 무척추동물)와 황록공생조류(Symbiodinium) 라고 하는 광합성과 편모조류 및 관련 박테리아, 바이러스까지 포함하여 연구가 잘 되어있는 홀로비온트이다. 산호 미생물군집과 산호 계통 발생에 대한 공진화 패턴이 존재한다.

## 해양 바이러스

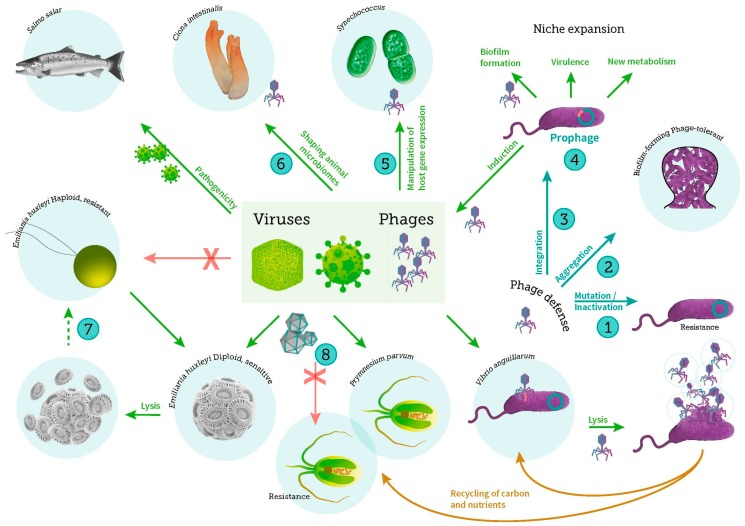
박테리아, 식물성 플랑크톤 및 어류의 바이러스 감염을 포함한 해양 생태계의 바이러스-숙주 상호 작용

바이러스는 다른 유기체의 살아있는 세포 안에서만 복제되는 작은 전염성 물질이다. 바이러스는 동물과 식물에서부터 미생물에 이르기까지 모든 종류의 생명체를 감염시킬 수 있다.
감염된 세포 안에 있지 않거나 세포를 감염시키는 과정에 있을 때, 바이러스는 독립적인 입자의 형태로 존재한다. 바이러스 입자는 DNA 또는 RNA로 만들어진 유전 물질(게놈), 유전 정보를 전달하는 긴 분자, 유전 물질을 감싸고 보호하는 '캡시드' 라고 불리는 단백질 피막, 단백질을 둘러싸는 지질 외피로 구성된다. 이러한 바이러스 입자의 모양은 단순 나선형 및 정이십면체 형태부터 더 복잡한 구조에 이르기까지 다양하다. 바이러스의 평균적인 크기는 평균 박테리아 크기의 약 100분의 1 정도로 매우 작다. 
생명진화의 역사에서 바이러스의 기원은 불분명하다. 일부는 세포 사이를 이동할 수 있는 DNA 조각인 '플라스미드'에서 진화했을 수도 있고, 다른 일부는 박테리아에서 진화했을 수도 있다. 진화에서 바이러스는 유전적 다양성을 증가시키는 수평적 유전자 전달의 중요한 수단이다. 바이러스는 다른 종들 사이에 유전자를 전달하는 중요한 자연적 수단이며, 이는 유전적 다양성을 증가시키고 진화를 촉진한다. 또한 바이러스는 다른 해양 생물을 죽이는 해로운 녹조의 빠른 파괴에 책임이 있는 주요 매개체이기도 하다.
바이러스는 박테리아, 고균, 진핵생물이 다양화되기 이전, 지구상의 생명체의 마지막 보편적 공통 조상이던 시기에 초기 진화에 중심적인 역할을 했다고 생각된다. 바이러스는 여전히 지구상에서 탐험되지 않은 유전적 다양성의 가장 큰 저장고 중 하나이다. 바이러스는 생명체가 있는 모든 곳에서 발견되며 아마도 살아있는 세포가 처음 진화했을 때부터 존재해 왔을 것이다.
바이러스가 생명체의 형태인지, 아니면 살아있는 유기체와 상호작용하는 유기체인지에 대해서는 의견이 분분하다. 유전 물질을 운반하고, 자가 조립을 통해 여러 개의 복제물을 만들어 번식하며, 자연 선택을 통해 진화하기 때문에 일부에서는 생명체로 간주하기도 한다. 그러나 이들은 일반적으로 생명체로 간주되는 세포 구조와 같은 주요 특성이 결여되어 있다. 

### 살균 바이러스
종종 파지(phages)라고 불리는 박테리오파지는 박테리아와 고균을 기생시키는 바이러스이다. 해양 파지(phages)는 해양 박테리아와 시아노박테리아(cyanophages)와 같은 고균을 기생시킨다. 이들은 흔하고 다양한 바이러스의 집단으로 해양 환경에서 가장 풍부한 생물학적 실체이며, 숙주인 박테리아는 일반적으로 바다에서 수적으로 우세한 세포 생명체이기 때문이다. 일반적으로 바닷물의 mL당 약 100만에서 1000만개의 바이러스가 있으며 세포 유기체보다 약 10배 더 많은 이중가닥 DNA 바이러스가 존재하지만, 바닷물에서의 바이러스 함량은 광범위한 범위에 걸쳐 달라질 수 있다.

### 거대 바이러스

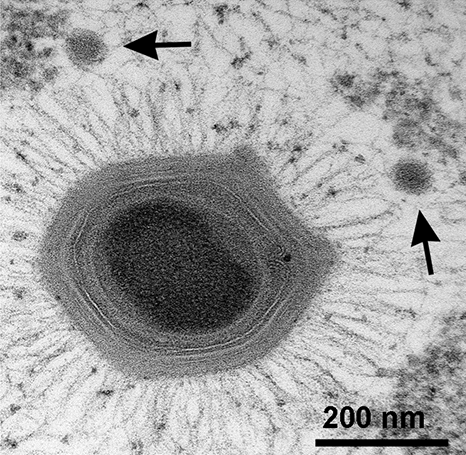
거대 바이러스

바이러스의 길이는 보통 약 20 나노미터에서 300 나노미터까지 다양하다. 이것은 약 400나노미터에서 시작하는 박테리아의 길이와 대조된다.    'giruses' 라고 불리는 거대한 바이러스도 있는데, 일반적으로 길이가 약 1000 나노미터(1마이크론) 정도이다. 모든 거대 바이러스는 poxviruses와 함께  phylumNucleocytoviricota (NCLDV)에 속한다. 이들 중 가장 큰 것으로 알려진 것이 Tupanvirus이다.
거대 바이러스의 발견과 그에 따른 특성화는 바이러스의 진화적 기원에 관한 논쟁을 촉발시켰다. 그들의 기원에 대한 두 가지 주요 가설은 그들이 숙주 유기체로부터 DNA를 줍는 작은 바이러스로부터 진화했거나 혹은 매우 복잡한 유기체로부터 번식을 위해 자급자족하지 않는 현재의 형태로 진화했다는 것이다. 거대 바이러스가 어떤 종의 유기체로부터 분리되었는지 또한 논쟁의 주제이다.

## 같이 보기
- 해양 생물